# فالديلاركو
بلدية فالديلاركو (بالإسبانية: Valdelarco) هي بلدية تقع في مقاطعة ولبة التابعة لمنطقة أندلوسيا جنوب إسبانيا.

## الديموغرافيا
بلغ عدد سكان بلدية فالديلاركو 254 نسمة عام 2011 (وفقاً للمعهد الوطني الإسباني للإحصاء).
| 283 | 243 | 265 | 241 | 229 | 255 | 254 |